# Philip J. Klotzbach
Philip J. Klotzbach é um meteorologista norte-americano que trabalha na Universidade do Estado do Colorado, Estados Unidos. Por vários anos, ele fez parte da equipe de especialistas em furacões liderada por William M. Gray. Depois de 2005, ele tomou a liderança desta equipe, que prevê a atividade de furacões mensalmente ou para um ano inteiro.